# آلبرت بارتلت (بازیکن فوتبال)
آلبرت بارتلت (انگلیسی: Albert Bartlett; ۱۰ آوریل ۱۸۸۴ – ۱۹۶۹ (۸۴−۸۵ سال)) بازیکن فوتبال اهل بریتانیا بود.
از باشگاه‌هایی که در آن بازی کرده‌است می‌توان به باشگاه فوتبال ردینگ، باشگاه فوتبال برنتفورد، و باشگاه فوتبال برادفورد سیتی اشاره کرد.